# Lorenzo León Alvarado
Lorenzo León Alvarado OdeM (ur. 31 maja 1928 w Callao, zm. 17 lutego 2020 w Limie) – peruwiański duchowny rzymskokatolicki, w latach 1967–2003 biskup Huacho.

## Życiorys
Święcenia kapłańskie przyjął 27 stycznia 1952. 3 sierpnia 1967 został mianowany biskupem Huacho. Sakrę biskupią otrzymał 17 września 1967. 22 kwietnia 2003 przeszedł na emeryturę.